# Analytik Jena

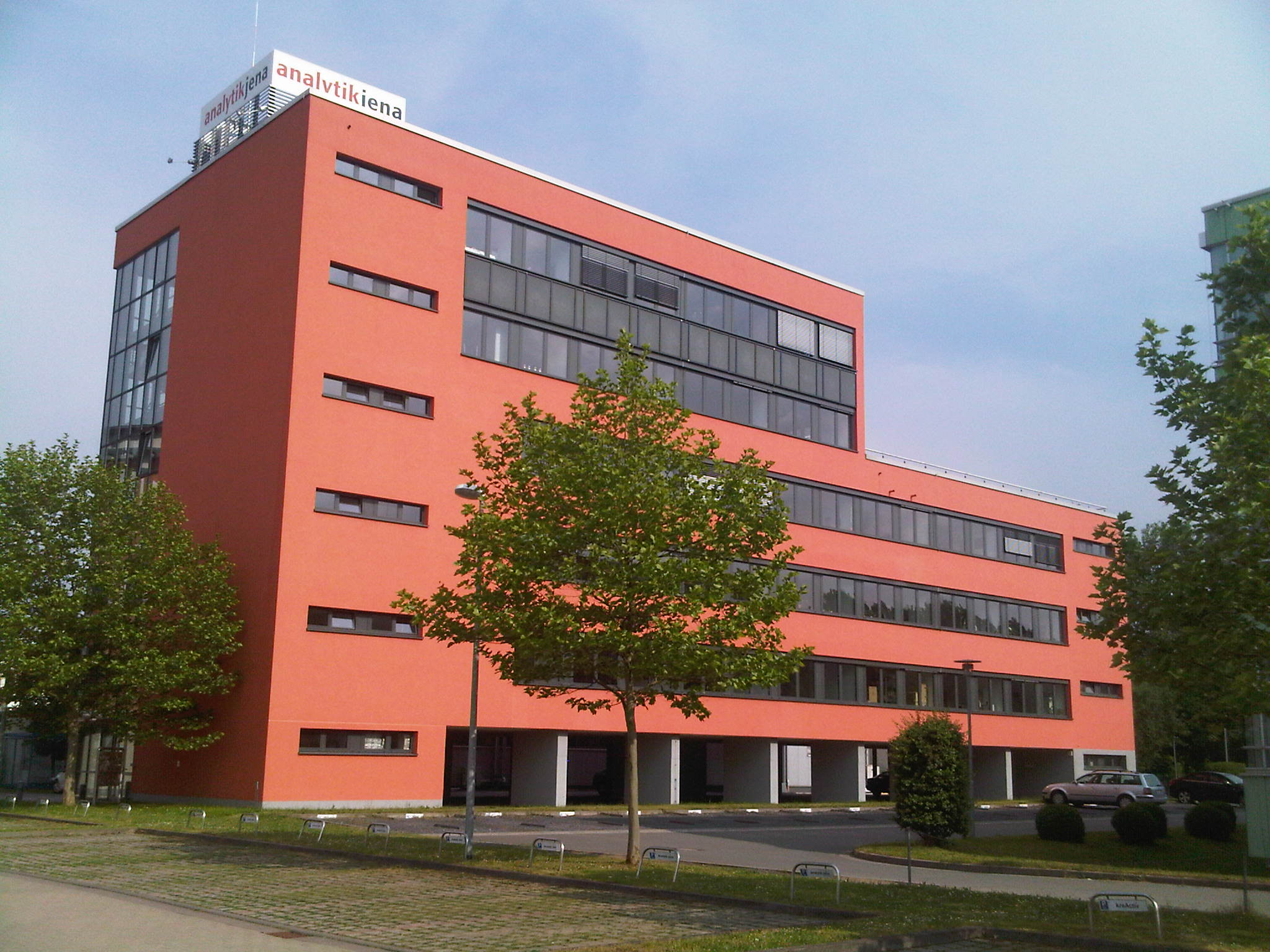
Hauptsitz der Analytik Jena GmbH+Co. KG in Jena Göschwitz

Die Analytik Jena GmbH+Co. KG ist eine deutsche GmbH & Co KG mit Sitz in Jena. Das Unternehmen ist Spezialist für die Herstellung von analytischer und bioanalytischer Messtechnik. Analytik Jena ist in mehr als 120 Ländern vertreten ist und zwei Drittel der Umsätze werden im Ausland erwirtschaftet. Produkte des Unternehmens werden in über 70 Ländern verkauft. Analytik Jena beschäftigte 2018 weltweit etwa 1.000 Mitarbeitenden. Das Unternehmen gehört zur Schweizer Gruppe Endress+Hauser.

## Geschichte
Analytik Jena wurde 1990 kurz nach der friedlichen Revolution von den ehemaligen Carl-Zeiss-Mitarbeitern Jens Adomat und dem späteren CEO Klaus Berka sowie dem 1990 wieder ausgeschiedenen Walter Maul gegründet. Berka und Adomat steuerten zunächst den Vertrieb von Analysemessgeräten einer Vielzahl von Herstellern vorrangig in den Regionen Thüringen, Sachsen und Sachsen-Anhalt. In wenigen Jahren wuchs das Thüringer Unternehmen an nationalen und internationalen Märkten. 1994 kaufte Analytik Jena Anteile an der IDC Geräteentwicklungsgesellschaft mbH in Langewiesen (Südthüringen). Von nun an wurden erste eigene Geräte zur Umwelt- und Wasseranalyse in Zusammenarbeit mit IDC entwickelt. Ein Jahr später erwarb Analytik Jena den Geschäftsbereich Laboranalysentechnik der Carl Zeiss Jena GmbH. Damit verfügte der Konzern über einen kompletten Bereich Produktion, Forschung und Entwicklung, Konstruktion und Vertrieb für Atomabsorptionsspektroskopie und UV/VIS-Spektroskopie. Somit wurde der Weg des als „Vertriebsgesellschaft für Analysegeräte“ gegründeten Unternehmens in Richtung eigener Produkte eingeleitet.
Nachdem sich 1999 die Umwandlung in eine Aktiengesellschaft vollzogen hatte, ging Analytik Jena am 3. Juli 2000 an die Börse. Damit wurde die Grundlage für den Ausbau des Produktportfolios und die Umsetzung der Internationalisierungsstrategie geschaffen. In den darauffolgenden Jahren hat der Konzern den Wachstumskurs durch strategische Zukäufe, den weltweiten Vertriebsausbau und die Gründung von Tochtergesellschaften im In- und Ausland weiter vorangetrieben. Bereits 2002 war Analytik Jena in über 30 Ländern vertreten. Nach Expansionen in Ost- und Westeuropa und in den USA, ist Analytik Jena in den letzten Jahren besonders stark in Asien gewachsen. Beispielsweise ist China einer der wichtigsten Märkte des Unternehmens.
Der zunehmend wachsenden Nachfrage auf dem Biotechnologie-Markt folgte Analytik Jena mit der Gründung des Unternehmensbereichs „Life Science“. Durch die Übernahme der Biometra GmbH und der CyBio AG wurde das Produktportfolio dieser Business Unit weiter ausgebaut.
Im Jahr 2013 wurde die Analytik Jena GmbH+Co. KG in einen neuen Mutterkonzern aufgenommen. Die Endress+Hauser (Deutschland) AG+Co. KG aus Weil am Rhein, die deutsche Tochter des Schweizer Unternehmens Endress+Hauser, hatte am 26. September 2013 die Kontrollerlangung über die Analytik Jena GmbH+Co. KG veröffentlicht und unterbreitete daraufhin ein Pflichtangebot zur Übernahme. Endress+Hauser hatte zuvor mehr als 47 % der Stimmrechte an der Analytik Jena AG erworben.
Im September 2014 hielt der Hauptaktionär Endress+Hauser 82,22 % der Stimmrechte, woraufhin das Unternehmen einen Antrag auf Widerruf der Börsenzulassung stellte. Minderheitsaktionären wurde eine sechsmonatige Frist zum Verkauf der Anteile gewährt. Nach Ablauf der Frist endete die Börsenzulassung. Am 27. März 2015 verabschiedete sich die Analytik Jena GmbH+Co. KG von der Frankfurter Wertpapierbörse.
Im September 2015 übermittelte Endress+Hauser das Squeeze-out-Verlangen an die Analytik Jena GmbH+Co. KG. Endress+Hauser hielt zu diesem Zeitpunkt einen Anteil von 96,18 % am Grundkapital der Analytik Jena GmbH+Co. KG. 2016 wurde die seit 1997 bestehende Niederlassung in Eisfeld verkauft.
Mit Beginn des Jahres 2021 wurde die Analytik Jena in eine Gesellschaft mit beschränkter Haftung (kurz GmbH) und im April 2023 in eine GmbH+Co. KG, umgewandelt.

## Produktportfolio
Die Analytik Jena GmbH+Co. KG stellt Analysesysteme für qualitative und quantitative Untersuchungen von Flüssigkeiten, Feststoffen und Gasen her, z. B. für Umwelt-, Lebensmittel-, Pharma-, Medizin- oder Agraranalytik.
- Atomspektrometrie: AAS | AFS | Mikrowelle
- Optische Emissionsspektrometrie: ICP-OES
- Massenspektrometrie: ICP-MS
- Molekülspektroskopie: UV/Vis | NIR
- Summenparameter: TOC-/TNb-, AOX/TOX-Analyse
- Elementaranalyse: C, N, S, Cl[7]

Im Bereich Life Science reicht das Produktspektrum von der Probenvorbereitung, über das Proben-Handling und die PCR-Technik bis zur finalen Detektion der Ergebnisse, reicht das Produktportfolio der Analytik Jena GmbH+Co. KG von Kits, Geräten hin zu angepasster Plastik und mehr. Das breite Produktportfolio wird dabei durch die Synergien zwischen der Analytik Jena und den Produktlinien Biometra und CyBio ermöglicht.
- Bioanalytische Instrumente, z. B. Biomolekulare Interaktionsanalyse, Homogenisator, Thermomixer, Automatische Probenaufbereitung, Mobile Diagnostik, Thermocycler, Fluoreszensreader, Spektrophotometer und Liquid Handling
- Kits zur manuellen oder automatisierten Nukleinsäureaufreinigung, für Enzyme, für Additive und für die Proteinanalyse und molekulare Diagnostik
- Reagenzien, z. B. PCR: Polymerasen und Master Mixe
- Verbrauchsmaterialien, z. B. Mikrotiterplatten, Stripes, Tubes, Sealingfolien und Pipettenspitzen
- Liquid Handling
- Barcode Handling
- Pipettenspitzen
- Plattenlager und-transport
- Automationslösungen[9]

## Tochterunternehmen und verbundene Unternehmen
- Analytik Jena Verwaltungs-GmbH
- Biometra GmbH
- ETG Entwicklungs- und Technologie Gesellschaft mbH, Ilmenau[10]
- Zweigniederlassung Reinach
- Analytik Jena France SARL
- Analytik Jena Romania srl
- Analytik Jena UK Ltd.
- Analytik Jena US, LLC.
- Analytik Jena Instruments (Beijing) Co. Ltd.
- Analytik Jena Shanghai Instruments Co. Ltd.
- Analytik Jena (Hong Kong) Ltd.
- Analytik Jena Korea Ltd.
- Analytik Jena India Pvt. Ltd.
- Analytik Jena Instruments (Thailand) Ltd.
- Analytik Jena Japan, Co., Ltd.